# Gran Premio di superbike di Villicum 2018
Il Gran Premio di superbike di Villicum 2018 è stata la dodicesima prova su tredici del campionato mondiale Superbike 2018, è stato disputato il 13 e 14 ottobre sul circuito San Juan Villicum e in gara 1 ha visto la vittoria di Jonathan Rea davanti a Marco Melandri e Toprak Razgatlıoğlu, lo stesso pilota si è ripetuto anche in gara 2, davanti a Javier Forés e Marco Melandri.
La vittoria nella gara valevole per il campionato mondiale Supersport 2018 è stata ottenuta da Jules Cluzel.
Si tratta della prima volta che il campionato mondiale Superbike viene ospitato da questo circuito.

## Risultati

### Gara 1

#### Arrivati al traguardo
| Pos. | Nº | Pilota               | Squadra                  | Motocicletta      | Giri | Tempo     | Griglia | Punti |
| ---- | -- | -------------------- | ------------------------ | ----------------- | ---- | --------- | ------- | ----- |
| 1º   | 1  | Jonathan Rea         | Kawasaki Racing          | Kawasaki ZX-10RR  | 21   | 34'55.037 | 2º      | 25    |
| 2º   | 33 | Marco Melandri       | Aruba.it Racing - Ducati | Ducati Panigale R | 21   | +9.163    | 1º      | 20    |
| 3º   | 54 | Toprak Razgatlıoğlu  | Kawasaki Puccetti Racing | Kawasaki ZX-10RR  | 21   | +11.410   | 7º      | 16    |
| 4º   | 12 | Javier Forés         | Barni Racing             | Ducati Panigale R | 21   | +11.796   | 5º      | 13    |
| 5º   | 50 | Eugene Laverty       | Milwaukee Aprilia        | Aprilia RSV4 RF   | 21   | +12.441   | 3º      | 11    |
| 6º   | 66 | Tom Sykes            | Kawasaki Racing          | Kawasaki ZX-10RR  | 21   | +12.690   | 4º      | 10    |
| 7º   | 22 | Alex Lowes           | Pata Yamaha              | Yamaha YZF R1     | 21   | +15.597   | 6º      | 9     |
| 8º   | 60 | Michael van der Mark | Pata Yamaha              | Yamaha YZF R1     | 21   | +16.846   | 11º     | 8     |
| 9º   | 76 | Loris Baz            | GULF ALTHEA BMW Racing   | BMW S 1000 RR     | 21   | +28.117   | 13º     | 7     |
| 10º  | 2  | Leon Camier          | Red Bull Honda           | Honda CBR1000RR   | 21   | +28.164   | 10º     | 6     |
| 11º  | 51 | Florian Marino       | TripleM Honda            | Honda CBR1000RR   | 21   | +41.449   | 15º     | 5     |
| 12º  | 40 | Román Ramos          | GoEleven Kawasaki        | Kawasaki ZX-10RR  | 21   | +41.783   | 17º     | 4     |
| 13º  | 77 | Maximilian Scheib    | MV Agusta Reparto Corse  | MV Agusta 1000 F4 | 21   | +47.736   | 16º     | 3     |
| 14º  | 16 | Gabriele Ruiu        | Pedercini Racing         | Kawasaki ZX-10RR  | 21   | +55.986   | 19º     | 2     |

#### Ritirati
| Nº | Pilota           | Squadra                  | Motocicletta      | Giri | Griglia |
| -- | ---------------- | ------------------------ | ----------------- | ---- | ------- |
| 32 | Lorenzo Savadori | Milwaukee Aprilia        | Aprilia RSV4 RF   | 15   | 8º      |
| 7  | Chaz Davies      | Aruba.it Racing - Ducati | Ducati Panigale R | 12   | 9º      |
| 45 | Jacob Gagne      | Red Bull Honda           | Honda CBR1000RR   | 6    | 14º     |
| 36 | Leandro Mercado  | Orelac Racing VerdNatura | Kawasaki ZX-10RR  | 4    | 12º     |
| 96 | Jakub Smrž       | Guandalini Racing        | Yamaha YZF R1     | 0    | 18º     |

### Gara 2

#### Arrivati al traguardo
| Pos. | Nº | Pilota               | Squadra                  | Motocicletta      | Giri | Tempo     | Griglia | Punti |
| ---- | -- | -------------------- | ------------------------ | ----------------- | ---- | --------- | ------- | ----- |
| 1º   | 1  | Jonathan Rea         | Kawasaki Racing          | Kawasaki ZX-10RR  | 21   | 35'13.668 | 2º      | 25    |
| 2º   | 12 | Javier Forés         | Barni Racing             | Ducati Panigale R | 21   | +3.273    | 5º      | 20    |
| 3º   | 33 | Marco Melandri       | Aruba.it Racing - Ducati | Ducati Panigale R | 21   | +4.660    | 1º      | 16    |
| 4º   | 7  | Chaz Davies          | Aruba.it Racing - Ducati | Ducati Panigale R | 21   | +6.838    | 9º      | 13    |
| 5º   | 66 | Tom Sykes            | Kawasaki Racing          | Kawasaki ZX-10RR  | 21   | +9.377    | 4º      | 11    |
| 6º   | 22 | Alex Lowes           | Pata Yamaha              | Yamaha YZF R1     | 21   | +10.945   | 6º      | 10    |
| 7º   | 54 | Toprak Razgatlıoğlu  | Kawasaki Puccetti Racing | Kawasaki ZX-10RR  | 21   | +12.638   | 7º      | 9     |
| 8º   | 32 | Lorenzo Savadori     | Milwaukee Aprilia        | Aprilia RSV4 RF   | 21   | +13.958   | 8º      | 8     |
| 9º   | 60 | Michael van der Mark | Pata Yamaha              | Yamaha YZF R1     | 21   | +15.715   | 11º     | 7     |
| 10º  | 45 | Jacob Gagne          | Red Bull Honda           | Honda CBR1000RR   | 21   | +20.861   | 14º     | 6     |
| 11º  | 76 | Loris Baz            | GULF ALTHEA BMW Racing   | BMW S 1000 RR     | 21   | +25.595   | 13º     | 5     |
| 12º  | 36 | Leandro Mercado      | Orelac Racing VerdNatura | Kawasaki ZX-10RR  | 21   | +33.171   | 12º     | 4     |
| 13º  | 40 | Román Ramos          | GoEleven Kawasaki        | Kawasaki ZX-10RR  | 21   | +47.254   | 17º     | 3     |
| 14º  | 16 | Gabriele Ruiu        | Pedercini Racing         | Kawasaki ZX-10RR  | 21   | +55.140   | 19º     | 2     |

#### Ritirati
| Nº | Pilota            | Squadra                 | Motocicletta      | Giri | Griglia |
| -- | ----------------- | ----------------------- | ----------------- | ---- | ------- |
| 77 | Maximilian Scheib | MV Agusta Reparto Corse | MV Agusta 1000 F4 | 12   | 16º     |
| 2  | Leon Camier       | Red Bull Honda          | Honda CBR1000RR   | 7    | 10º     |
| 50 | Eugene Laverty    | Milwaukee Aprilia       | Aprilia RSV4 RF   | 2    | 3º      |
| 51 | Florian Marino    | TripleM Honda           | Honda CBR1000RR   | 1    | 15º     |
| 96 | Jakub Smrž        | Guandalini Racing       | Yamaha YZF R1     | 1    | 18º     |

### Supersport

#### Arrivati al traguardo
| Pos. | Nº  | Pilota                   | Squadra                          | Motocicletta        | Giri | Tempo     | Griglia | Punti |
| ---- | --- | ------------------------ | -------------------------------- | ------------------- | ---- | --------- | ------- | ----- |
| 1º   | 16  | Jules Cluzel             | NRT                              | Yamaha YZF R6       | 19   | 33'07.991 | 4º      | 25    |
| 2º   | 11  | Sandro Cortese           | Kallio Racing                    | Yamaha YZF R6       | 19   | +0.240    | 3º      | 20    |
| 3º   | 144 | Lucas Mahias             | GRT Yamaha                       | Yamaha YZF R6       | 19   | +3.702    | 1º      | 16    |
| 4º   | 36  | Thomas Gradinger         | NRT                              | Yamaha YZF R6       | 19   | +8.310    | 5º      | 13    |
| 5º   | 6   | Corentin Perolari        | GMT94 Yamaha                     | Yamaha YZF R6       | 19   | +9.522    | 7º      | 11    |
| 6º   | 21  | Randy Krummenacher       | BARDAHL Evan Bros.               | Yamaha YZF R6       | 19   | +9.561    | 6º      | 10    |
| 7º   | 111 | Kyle Smith               | CIA Landlord Insurance Honda     | Honda CBR600RR      | 19   | +16.720   | 8º      | 9     |
| 8º   | 78  | Hikari Ōkubo             | Kawasaki Puccetti Racing         | Kawasaki ZX-6R      | 19   | +29.187   | 16º     | 8     |
| 9º   | 98  | Héctor Barberá           | Kawasaki Puccetti Racing         | Kawasaki ZX-6R      | 19   | +29.328   | 14º     | 7     |
| 10º  | 84  | Loris Cresson            | Kallio Racing                    | Yamaha YZF R6       | 19   | +30.323   | 10º     | 6     |
| 11º  | 86  | Ayrton Badovini          | MV Agusta Reparto Corse by Vamag | MV Agusta F3 675    | 19   | +32.552   | 13º     | 5     |
| 12º  | 81  | Luke Stapleford          | Profile Racing                   | Yamaha YZF R6       | 19   | +34.299   | 12º     | 4     |
| 13º  | 38  | Hannes Soomer            | Racedays                         | Honda CBR600RR      | 19   | +37.210   | 9º      | 3     |
| 14º  | 88  | Christian Stange         | GoEleven Kawasaki                | Kawasaki ZX-6R      | 19   | +39.242   | 15º     | 2     |
| 15º  | 56  | Péter Sebestyén          | CIA Landlord Insurance Honda     | Honda CBR600RR      | 19   | +42.604   | 17º     | 1     |
| 16º  | 34  | Javier Ezequiel Iturrioz | GoEleven Kawasaki                | Kawasaki ZX-6R      | 19   | +52.395   | 20º     |       |
| 17º  | 49  | Sam Hornsey              | Profile Racing                   | Triumph Daytona 675 | 19   | +1'02.229 | 19º     |       |
| 18º  | 74  | Jaimie van Sikkelerus    | GEMAR Team Lorini                | Honda CBR600RR      | 19   | +1'06.312 | 18º     |       |
| 19º  | 12  | Alex Murley              | GEMAR Team Lorini                | Honda CBR600RR      | 19   | +1'45.814 | 22º     |       |
| 20º  | 10  | Nacho Calero             | Orelac Racing VerdNatura         | Kawasaki ZX-6R      | 19   | +1'49.526 | 21º     |       |

#### Ritirati
| Nº | Pilota              | Squadra                          | Motocicletta     | Giri | Griglia |
| -- | ------------------- | -------------------------------- | ---------------- | ---- | ------- |
| 3  | Raffaele De Rosa    | MV Agusta Reparto Corse by Vamag | MV Agusta F3 675 | 5    | 11º     |
| 51 | Glenn van Straalen  | EAB antwest Racing               | Kawasaki ZX-6R   | 3    | 23º     |
| 64 | Federico Caricasulo | GRT Yamaha                       | Yamaha YZF R6    | 1    | 2º      |